# Morrovalle
Morrovalle ist eine italienische Gemeinde (comune) mit 9792 Einwohnern (Stand 31. Dezember 2023) in der Provinz Macerata in den Marken. Die Gemeinde liegt etwa 10 Kilometer ostnordöstlich von Macerata. Morrovalle grenzt unmittelbar an die Provinz Fermo.

## Geschichte
Eine frühe Besiedlung ist ab dem 2. Jahrhundert nach Christus nachgewiesen.
Die älteste die Ortschaft Morrovalle erwähnende Urkunde stammt aus dem Jahr 995.

## Verkehr
Etwa 5 Kilometer südlich von Morrovalle verläuft die Strada Statale 77 in West-Ost-Richtung. Ein Bahnhof, mit dem Sich Morrovalle den Namen mit der Gemeinde Monte San Giusto teilt, besteht an der nicht elektrifizierten Bahnstrecke Civitanova Marche–Fabriano.